# Oskar Sundqvist
Oskar Sundqvist (ur. 23 marca 1994 w Boden) – szwedzki hokeista, reprezentant Szwecji.

## Kariera klubowa
- Skellefteå AIK (2010 – 31.05.2014)
- Pittsburgh Penguins (31.05.2014 – 24.06.2017)
  -  Wilkes-Barre/Scranton Penguins (2014–2017)
- St. Louis Blues (24.06.2017 – nadal)
  -  San Antonio Rampage (2017–2018)

## Kariera reprezentacyjna
- Reprezentant Szwecji na MŚJ U-20 w 2014

## Sukcesy
Reprezentacyjne
- Srebrny medal z reprezentacją Szwecji na MŚJ U-20 w 2014

Klubowe
- Puchar Stanleya: 2016 z Pittsburgh Penguins, 2019  z St. Louis Blues